# Петровский сельсовет (Черемисиновский район)
Петровский сельсовет — сельское поселение в Черемисиновском районе Курской области Российской Федерации.
Административный центр — село Петрово-Хутарь.

## История
Статус и границы сельского поселения установлены Законом Курской области от 21 октября 2004 года № 48-ЗКО «О муниципальных образованиях Курской области».

## Население
| 2002 | 2010 | 2012 | 2013 | 2014 | 2015 | 2016 |
| ---- | ---- | ---- | ---- | ---- | ---- | ---- |
| 387  | ↘334 | ↘326 | ↘322 | ↘316 | →316 | ↗333 |
| 2017 | 2018 | 2019 | 2020 | 2021 |      |      |
| ↗353 | ↗359 | ↘352 | ↘344 | ↘264 |      |      |

## Состав сельского поселения
| № | Населённый пункт | Тип населённого пункта       | Население |
| - | ---------------- | ---------------------------- | --------- |
| 1 | Петрово-Хутарь   | село, административный центр | ↘264      |